# آقچه
آقچه از شهرهای صنعتی افغانستان است.
این شهر در غربی‌ترین نقطۀ صحرای بلخ‌آب (هجده نهر) در کنار رودخانۀ سیدآباد (نهر آقچه) قرار دارد.
بازار آقچه در گذشته، بزرگ‌ترین بازار منطقهٔ سینه و مزار شریف بوده‌است. تقریباً ۱٬۸۰۰ خانوار ازبک در این شهر زندگی می‌کنند.
در سال ۱۹۷۳ این شهر دارای ۱٬۲۰۰ مغازه بوده‌است و اجناسی که عرضه می‌شده از نوع سنتی و دستی بوده‌است. 
آقچه دارای کارگاه‌های زرگری زیادی است که با زرگری‌های مزار شریف رقابت می‌کند و همچنین دارای مراکز تجاری از جمله مالداری و معاملات پشم، چرم و ابریشم می‌باشد.
واژه آقچه واژه‌ای ترکی-مغولی و به معنی زر و سیم مسکوک است. از همین رو به معنی شاباش نیز بکار می‌رود.

## پی نوشت ها
1. ↑  محمود کتیرایی، از خشت تا خشت، تهران: موسسه مطالعات و تحقیقات اجتماعی، ص. ۳۵۱